# M.I.A.M.I.
M.I.A.M.I. (Money Is A Major Issue) es el primer álbum de estudio de Pitbull. Fue lanzado al mercado el 24 de agosto de 2004.
El primer álbum de Pitbull muestra un sonido más enlazado al Hip-Hop de Miami y sonido Crunk gracias a las colaboraciones junto con Lil Jon.
Sus ventas mundiales superan a las 80 mil copias.

## Lista de canciones
| N.º | Título                                       | Duración |  |
| 1.  | «305 Anthem (con Lil Jon)»                   | 4:14     |  |
| 2.  | «Culo (con Lil Jon)»                         | 3:40     |  |
| 3.  | «She´s Freaky»                               | 3:21     |  |
| 4.  | «Shake It Up (con Oobie)»                    | 3:16     |  |
| 5.  | «Toma (con Lil Jon)»                         | 3:34     |  |
| 6.  | «I Wonder (con Oobie)»                       | 3:53     |  |
| 7.  | «Get on the Floor (con Oobie)»               | 3:07     |  |
| 8.  | «Dirty (con Bun B)»                          | 4:37     |  |
| 9.  | «Dammit Man (con Piccalo)»                   | 4:02     |  |
| 10. | «We Don´t Care Bout Ya (con Cubo)»           | 5:10     |  |
| 11. | «That´s Nasty (con Lil Jon & Fat Joe)»       | 4:13     |  |
| 12. | «Back Up»                                    | 3:40     |  |
| 13. | «Melting Pot (con Trick Daddy)»              | 4:00     |  |
| 14. | «Hustler´s Withdrawal»                       | 4:11     |  |
| 15. | «Hurry Up and Wait»                          | 3:35     |  |
| 16. | «Culo (Miami Mix) (con Lil Jon & Mr. Vegas)» | 4:10     |  |